# طرزان وزميله
طرزان وزميله (بالإنجليزية: Tarzan and His Mate)‏ هو فيلم مغامرات ما قبل الكود أمريكي إنتاج عام 1934، الفيلم من إخراج سيدريك غيبونز وبطولة جوني فايسمولر، مورين أوسوليفان، نيل هاميلتون ، بول كافاناغ وفورستر هارفي.

## روابط خارجية
- طرزان وزميله على موقع IMDb (الإنجليزية)
- طرزان وزميله على موقع روتن توميتوز (الإنجليزية)
- طرزان وزميله على موقع نتفليكس (الإنجليزية)
- طرزان وزميله على موقع ألو سيني (الفرنسية)
- طرزان وزميله على موقع Turner Classic Movies (الإنجليزية)
- طرزان وزميله على موقع أول موفي (الإنجليزية)
- طرزان وزميله على موقع فيلمافينيتي (الإسبانية)
- طرزان وزميله على موقع قاعدة بيانات الأفلام السويدية (السويدية)
- طرزان وزميله على موقع قاعدة بيانات الفيلم (الإنجليزية)
- طرزان وزميله على موقع ليتربوكسد (الإنجليزية)